# Brachynomada sidaefloris
Brachynomada sidaefloris är en biart som först beskrevs av Cockerell 1898.  Brachynomada sidaefloris ingår i släktet Brachynomada och familjen långtungebin. Inga underarter finns listade.